# TV 1877 Lauf
Der TV 1877 Lauf e.V. ist ein Sportverein aus Lauf an der Pegnitz.

## Laufer Wölfe
Der Name Laufer Wölfe bezeichnet die Baseball- und Softball-Mannschaften des TV 1877 Lauf. Die Softballdamenmannschaft trat in der Saison 2010 erstmals in der Softball-Bundesliga an und konnte prompt den Klassenerhalt schaffen.

### Geschichte
Die Gründung erfolgte 2002 als Abteilung des TV 1877 Lauf e.V. Die Teamgründung war das Ergebnis eines Führungskräftetrainings eines regionalen Unternehmens. Es sollte Führungskräfte durch das Hinzuziehen eines externen Trainers das Führungskräftemodell erklärt werden. Hierfür wirkte Baseball als geeignetes Anschauungsobjekt. Um Fachwissen von außen integrieren zu können, fand der Workshop gemeinsam mit der Baseballmannschaft der Fürth Pirates statt. In der ersten Saison der Laufer Wölfe wurden drei Teams gestellt. Aktuell hat der Verein 150 Mitglieder. Die Softballmannschaft trat zunächst in einer Spielervereinigung mit den Memmelsdorf Barons an.

### Mannschaften
In der Saison 2016 trat das Softballteam der Damen in Bayerns höchster Spielklasse an. Die erste Herrenmannschaft spielte in der Regionalliga Südost. Auch die weiteren Teams, eine zweite Herrenmannschaft, sowie zwei Nachwuchsteams spielen im Ligensystem des Bayerischen Baseball und Softball Verbandes (BBSV).

#### Baseball 2017
- 2. Baseball-Bundesliga (Herren 1)
- Landesliga (Herren 2)
- Jugend
- Schüler

#### Softball 2017
- Bayernliga Damen

#### Freizeitangebote
- Mixed-Fun-Softball

## Handball
Den Männerhandballern gelang 1990 der Aufstieg in die Regionalliga Süd, die im deutschen
Ligensystem als 3. Liga geführt war und konnte sich dort von 1990/91 bis 1997/98 in der Liga halten. Die Handballabteilung des TV 1877 bildet derzeit eine Spielgemeinschaft mit dem TuSpo Heroldsberg und tritt unter dem Namen SG Lauf/Heroldsberg auf. Das Frauenteam des TV Lauf will ab der Saison 2023/24 ebenfalls der SG beitreten. 
Die SG Lauf/Heroldsberg nimmt mit drei Herrenmannschaften, einem Damenteam und zehn Nachwuchsmannschaften am Spielbetrieb des Bayerischen Handballverbandes (BHV) teil. Die 1. Herrenmannschaft spielt 2024/25 in der Regionalliga und das Damenteam in der Bezirksliga.

### Erfolge
| - Aufstieg in die Regionalliga-Süd (3. Liga) 1991 - Aufstieg in die Regionalliga 2024 - Bayerischer Vizemeister (4. Liga) 1990, 1991 - Aufstieg in die Bayernliga (4. Liga) 1988 | - Nordbayerischer Landesligameister 2024 - Nordbayerischer Verbandsligameister 1988 - Nordbayerischer Landesliga-Vizemeister 2018 - Aufstieg in die Handball-Landesliga Nord 2012 |